# Eulersche Reihentransformation
Die Eulersche Reihentransformation erzeugt aus einer konvergenten Zahlenreihe eine andere Zahlenreihe mit identischer Reihensumme. Das einfache Verfahren wurde zuerst von Nicolas Fatio auf die Leibniz-Reihe angewandt und von Leonhard Euler auf beliebige Reihen verallgemeinert. In manchen Fällen konvergiert die transformierte Reihe schneller als die ursprüngliche Reihe. Dies ermöglicht eine bessere numerische Berechnung der ursprünglichen Reihe (Konvergenzbeschleunigung). In einigen Fällen eröffnet sich damit auch die Möglichkeit für eine Auswertung der Reihensumme mittels Mathematischer Konstanten. Im Fall der Divergenz der ursprünglichen Reihe kann eine Reihentransformation auch ein Limitierungsverfahren liefern, indem die transformierte Reihe gegen einen Wert konvergiert.

## Definition
Reihe {\displaystyle S} und transformierte Reihe {\displaystyle S^{\prime }} sind gegeben durch
{\displaystyle {\begin{aligned}S&=\sum _{n=0}^{\infty }a_{n},\\S^{\prime }&={\tfrac {1}{2}}\sum _{n=0}^{\infty }2^{-n}\Delta ^{n}a_{0}={\tfrac {1}{2}}\sum _{n=0}^{\infty }2^{-n}\left(\sum _{k=0}^{n}{\binom {n}{k}}a_{k}\right).\end{aligned}}}
Hierbei ist der Operator {\displaystyle \Delta } definiert durch {\displaystyle \Delta a_{n}=a_{n}+a_{n+1}}.
Im Fall einer alternierenden Reihe erzeugt {\displaystyle \Delta } Differenzen von Absolutbeträgen von Reihentermen. Die Terme von {\displaystyle S^{\prime }} sind bis auf eine Zweierpotenz und Vorzeichen die Binomialtransformierten von {\displaystyle S}.
Dass die Euler-Transformierte dieselbe Reihensumme ergibt, lässt sich mit Hilfe von
{\displaystyle y^{k+1}\sum _{n=k}^{\infty }{n \choose k}{\frac {1}{(1+y)^{n+1}}}=1}
verifizieren (y=1).

## Herleitung
Die Idee der eulerschen Reihentransformation (Nikolaus Fatio) besteht darin, aus der ursprünglichen Reihe {\displaystyle S=a_{0}/2+S_{1}} durch Zusammenfassung aufeinanderfolgender Reihenterme zunächst eine neue Reihe
{\displaystyle S_{1}={\tfrac {1}{2}}\sum _{n=0}^{\infty }\left(a_{n}+a_{n+1}\right)={\tfrac {1}{2}}\sum _{n=0}^{\infty }\Delta a_{n}}
zu generieren. Für eine alternierende Reihe mit streng monoton fallenden Absolutbeträgen ist {\displaystyle S_{1}} ebenfalls alternierend. Die eulersche Reihentransformation ergibt sich dann durch wiederholte Anwendung des Verfahrens auf die jeweils im vorherigen Schritt erzeugte Reihe.
Leonhard Euler gelangt auf einem anderen Weg zum Ziel. Er definiert (sinngemäß) eine Funktion
{\displaystyle S\left(x\right)=\sum _{n=0}^{\infty }a_{n}x^{n+1},}
setzt {\displaystyle x=-y/\left(1+y\right)}, entwickelt nach {\displaystyle y} und setzt {\displaystyle y=-{\tfrac {1}{2}}}, d. h. {\displaystyle x=1}.

## Andere Reihentransformationen
Ein Vergleich mit anderen Reihentransformationen ist möglich, wenn man die Partialsummen
{\displaystyle s_{N}^{\prime }} von {\displaystyle S'} durch die Partialsummen {\displaystyle s_{0}=a_{0}}, {\displaystyle s_{n}=s_{n-1}+a_{n}} von {\displaystyle S} ausdrückt,
{\displaystyle s_{N}^{\prime }=2^{-\left(N+1\right)}\sum _{n=0}^{N}{\binom {N+1}{n+1}}s_{n}.}
Der Binomialkoeffizient approximiert bei großem {\displaystyle N} als Funktion von {\displaystyle n} eine Gaußkurve mit Mittelwert {\displaystyle \left(N-1\right)/2} und Standardabweichung {\displaystyle {\sqrt {N+1}}/2}.
Die Partialsumme {\displaystyle s_{N}^{\prime }} ist daher (asymptotisch) ein mit einer Gaußkurve gewichtetes Mittel von Partialsummen von {\displaystyle S}.
Das Cesàro-Mittel einer Reihe ist dagegen das arithmetische Mittel der Partialsummen
{\displaystyle s_{n}}.

## Geschichte
Bereits James Stirling hat 1730 in seinem Methodus differentialis Reihentransformationen an Beispielen angegeben.

## Beispiele
- Die Reihe

{\displaystyle \sum _{k=0}^{\infty }{\frac {(-1)^{k}}{2^{k}}}={\tfrac {2}{3}}}
liefert die schneller konvergente Reihe
{\displaystyle {\tfrac {1}{2}}\sum _{k=0}^{\infty }{\frac {1}{4^{k}}}={\tfrac {2}{3}}.}
- Die Eulersche Reihentransformation liefert jedoch nicht in allen Fällen eine schneller konvergente Reihe. Im Beispiel

{\displaystyle \sum _{k=0}^{\infty }{\frac {(-1)^{k}}{4^{k}}}={\tfrac {4}{5}}}
ergibt sich die langsamer konvergente Reihe
{\displaystyle {\tfrac {1}{2}}\sum _{k=0}^{\infty }\left({\tfrac {3}{8}}\right)^{k}={\tfrac {4}{5}}}
- Im Fall einer divergenten Reihe kann die Eulersche Reihentransformation ein Limitierungsverfahren darstellen. Im Beispiel

{\displaystyle \sum _{k=0}^{\infty }(-1)^{k}=1-1+1-\dots }
ergibt sich die konvergente Reihe
{\displaystyle {\tfrac {1}{2}}+0+0+0+\dots }
Man sagt dann, dass die Reihe E-limitierbar ist.
- Eine weniger triviale Anwendung ist die in ganz {\displaystyle \mathbb {C} } konvergente Reihe für die dirichletsche η-Funktion.

## Weitere Reihentransformationen
Neben der Eulerschen Reihentransformation gibt es:
- Markoffsche Reihentransformation
- Kummersche Reihentransformation